# زياد محمود أبو غنيمة

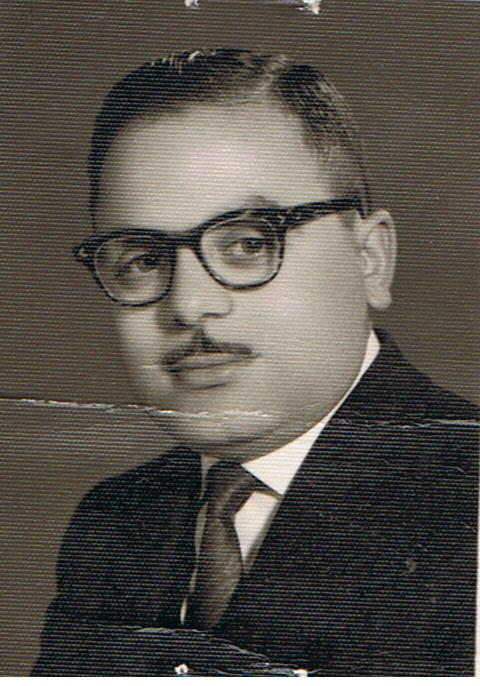
زياد_ابو_غنيمة_في_شبابه

زياد محمود أبو غنيمة (1937- 29 أغسطس 2015) كاتب ومفكر أردني إسلامي وصحفي، له العديد من المؤلفات. ولد في مدينة الكرك، نشأ في مدينة إربد، وبها أنهى دراسته الثانويّة عام 1953، شغل منصب رئيس تحرير صحيفة الرباط، ويعد أحد أبرز مؤرّخي الحركة الإسلاميّة في فلسطين والأردن، عضو المؤتمر الإسلامي العام لبيت المقدس، عضو رابطة الأدب الإسلامي العالميّة، أحد مؤسّسي وقادة (جبهة العمل الإسلامي) في الأردن.، وبرز دوره كناطق اعلامي في الحركة وخاصة في الانتخابات النيابية عام 1989 عندما حصدت الحركة 27% من المقاعد.

## نشاته
ولد في مدينة الكرك بالأردن، نشأ في مدينة إربد، وبها أنهى دراسته الثانويّة عام 1953، وترعرع في أسرة فاضلة، وكان أبوه الاستاذ محمود أبو غنيمة مربياً قديراً وصاحب مدرسة خاصّة تخرّج فيها عدد من مثقفي شمال المملكة، أمّا والدته فكانت تنتمي لأسرة التل إحدى كرام الأسر الأردنيّة.

## دراسته
توجّه إلى تركيّا لإتمام تعليمه العالي، ونال درجة بكالوريوس في الكيمياء من جامعة إسطنبول سنة 1965. ويتحدث عن هذه الفترة فيقول: أمضيت في شبابي بضع سنوات في إسطنبول دارسا ً في كلية الكيمياء في (1958 – 1965)، وأذكر جيدا أن أول ظهور للحجاب في إسطنبول في بدايات الستينيات كان عن طريق زوجات بعض طلاب الإخوان المسلمين الدارسين في تركيا وخاصة الإخوان الحلبيين، ولن أنسى كيف كانت نظرات الدهشة تنهال على زوجتي المحجبة حيثما سرنا في إسطنبول

## نشاطه
شغل العديد من الشخصيات العامة مناصب مؤثرة في مختلف المجالات، ولعل من أبرز هؤلاء شخصية علمية وإدارية استثنائية، حيث بدأ مسيرته المهنية بتولي عدة مناصب مهمة، من بينها مدير الأبحاث ودراسات التصنيع في شركة الفوسفات الأردنية، ومساعد مدير المستشفى الإسلامي في عمّان. هذا الإسهام في المجالات العلمية والإدارية لم يقتصر فقط على عمله المهني، بل تعداه إلى العمل الخيري، حيث كان مخلصًا في خدمة المجتمع وتنمية قدراته.[بحاجة لمصدر]
لكن حياته المهنية لم تكن محصورة في هذه المجالات فقط؛ ففي سن مبكرة، انضم إلى جماعة الإخوان المسلمين، حيث تبنى أفكارها الإصلاحية وانخرط في العمل الاجتماعي والسياسي. لم يكتفِ بالانضمام فحسب، بل تقلد مناصب قيادية هامة داخل الجماعة، منها الناطق الرسمي وعضو المكتب السياسي، في فترة حرجة من تاريخ الجماعة في الأردن، مما جعله رمزًا للصمود والعمل الدؤوب.
إسهاماته في المجال الصحفي كانت ركيزة أساسية في مسيرته، حيث كتب مقالات إسلامية ناضجة في الصحف المحلية والمجلات العربية. هذه المقالات عكست صدقًا وأصالة في التعبير عن فكر الحركة الإسلامية. كما شغل منصب رئيس تحرير "مجلة أرض الإسراء" التي صدرت عن مكتب المؤتمر الإسلامي العام لبيت المقدس في عمّان. في العام 1991، تولى الإشراف على إصدار "صحيفة الرباط"، لسان حال جماعة الإخوان المسلمين، مما رسخ دوره في دعم الحركات الفكرية والسياسية عبر الإعلام.[بحاجة لمصدر]
لم تقتصر مواقفه على الكتابة فقط، بل اتسمت بالجرأة في القضايا السياسية. وقف بشدة ضد التدخل الأجنبي في الخليج، ورفض الاستعانة بالقوات الأجنبية في استعادة الكويت. كان من أوائل من عارضوا احتلال العراق، وأدرك أن هذا التدخل كان مستندًا إلى ذرائع زائفة. انتقد بشدة القوى الغربية واعتبرها شريكة في زعزعة استقرار المنطقة.[بحاجة لمصدر]
ولم يغفل عن دور التاريخ في تشكيل الفكر، حيث اطلع بعمق على تاريخ الدولة العثمانية من مصادر تركية، بحكم إتقانه للغة التركية. دافع بقوة عن تاريخ العثمانيين المسلمين، واعتبر أن الكثير من المؤرخين المسلمين انزلقوا في عملية تزوير وتشويه تاريخ هذه الدولة الإسلامية، في محاولات تهدف للنيل من الإسلام ذاته.[بحاجة لمصدر]
وفي مجال التحليل السياسي، توقع بذكاء فوز حزب العدالة والتنمية في تركيا بأغلبية ساحقة، ما أوصل عبد الله جول إلى سدة الرئاسة التركية. حذر من تبعات الانتخابات المبكرة التي طالب بها العلمانيون، وتوقع أنها ستكون النهاية لعلمانية أتاتورك، في رؤية عميقة لمستقبل تركيا السياسي.
على مستوى القضية الفلسطينية، كانت له إسهامات كبيرة، إذ انشغل بتوثيق وتسجيل تاريخ الحركة الإسلامية في فلسطين، حيث ألف كتاب "الحركة الإسلامية وقضية فلسطين"، ليعكس رؤيته الفكرية حول الصراع الفلسطيني ودور الإسلاميين في المقاومة.
كان موقفه واضحًا تجاه القوى العظمى، إذ اعتبر الرهان على الحزبين الديمقراطي والجمهوري في الولايات المتحدة ضربًا من الغباء، مؤكدًا أن التوافق بينهما يكمن في الدعم المطلق لإسرائيل. هذا الموقف كان واضحًا في تعليقاته على زيارة رئيسة مجلس النواب الأمريكي نانسي بيلوسي إلى إسرائيل، حين صرحت بأن الديمقراطيين والجمهوريين لا يختلفون في حبهم ودعمهم لإسرائيل.
لفت الانتباه إلى أهمية الإعلام العالمي في تشكيل الرأي العام، محذرًا من السيطرة الصهيونية على وسائل الإعلام حول العالم. دعا الأثرياء العرب وشيوخ النفط إلى استثمار أموالهم في الإعلام العالمي، كخطوة ضرورية لمواجهة هذه الهيمنة، مؤكدًا أن ترك المجال خاليًا سيزيد من تأثير الدعاية الصهيونية.[بحاجة لمصدر]

## المناصب
- مدير الأبحاث ودراسات التصنيع في شركة الفوسفات الأردنية [1]
- مساعداً لمدير المستشفى الإسلامي في عمّان
- رئيس تحرير صحيفة الرباط
- عضو المؤتمر الإسلامي العام لبيت المقدس
- عضو رابطة الأدب الإسلامي العالميّة.
- رئيس تحرير (مجلة أرض الإسراء)

## كتبه
من كتبه:
- عداء اليهود للحركة الإسلاميّة
- السيطرة الصهيونيّة على وسائل الإعلام العالميّة
- دراسة وثائقية في صحيفة الكفاح الإسلامي
- الإخوان المسلمين في كتابات الغربيين
- مواقف بطوله من صنع الإسلام
- بشّر الصابرين... نظرات في سنن البلاء والابتلاء
- سقوط نظريّة دارون
- السلطان المجاهد محمد الفاتح
- إربدي يتذكر
- جوانب مضيئة في تاريخ العثمانيين الأتراك
- معركة الحجاب في تركيا - 2015 (نشر بعد وفاته)

## وفاته
توفي الاستاذ زياد أبو غنيمة، مساء السبت 29 أغسطس 2015، ودفن في مقبرة العائلة بمدينة إربد